# Oscar Malmbrandt
Oscar Malmbrandt (* 17. Oktober 1903; † 30. Mai 1987) war ein schwedischer Hammerwerfer.
Bei den Leichtathletik-Europameisterschaften 1938 in Paris gewann er Bronze mit 51,23 m.
1932 wurde er Schwedischer Meister. Seine persönliche Bestleistung von 52,93 m stellte er am 25. September 1938 in Turku auf.